# نغوين تان بنه (لاعب كرة قدم)
نغوين تان بنه (بالفيتنامية: Nguyễn Thanh Bình)‏ هو لاعب كرة قدم فيتنامي، ولد في 2 نوفمبر 2000 في Vũ Thư district ‏ في فيتنام.

## وصلات خارجية
- نغوين تان بنه (لاعب كرة قدم) على موقع قاعدة بيانات كرة القدم.إي يو (الإنجليزية)
- نغوين تان بنه (لاعب كرة قدم) على موقع ناشيونال فوتبول تيمز (الإنجليزية)
- نغوين تان بنه (لاعب كرة قدم) على موقع Soccerway.com (الإنجليزية)